# Rectoris mutabilis
Rectoris mutabilis és una espècie de peix cipriniforme de la família dels ciprínids.

## Morfologia
- Els mascles poden assolir 12,8 cm de longitud total.[4][5]

## Hàbitat
És un peix d'aigua dolça i de clima temperat.

## Distribució geogràfica
Es troba a Àsia: la Xina i el Vietnam.